# Ettbarnspolitik
Ettbarnspolitik (skrivs ibland enbarnspolitik) (kinesiska: 计划生育, jìhuà shēngyù, "födelseplanering") var en form av lagstadgad familjeplanering (eller "nationell policy") i Kina. Den introducerades 1979 för att bromsa landets befolkningstillväxt, och avvecklades formellt 2015. Ettbarnspolitiken såg dock inte likadan ut i hela Kina och det kunde skilja sig mellan provinser, städer och landsbygd. Sedan 2016 råder i Kina en tvåbarnspolitik. Sedan 2021 råder i Kina trebarnspolitik.

## Bakgrund
1949 uppgick Kinas befolkning till närmare en halv miljard människor. Strax efter etableringen av Folkrepubliken Kina, under Mao Zedongs idé om folkmängd som tillgång, ökade befolkningen till en miljard. Vid slutet av 1980-talet var siffran 1,27 miljarder. Befolkningsökningen fortsatte, trots att fertiliteten i stort hade minskat sedan 70-talet.

## Familjeplanering införs
Zhou Enlai försökte tillämpa familjeplanering tidigt under det kommunistiska partiets styre, men policyn hamnade i skuggan av det Stora språnget och kulturrevolutionen. Under det tidiga 70-talet återupplivade Zhou Enlai kampanjen genom att upprätta ett byråkratiskt system för familjeplanering med gratis aborter, sterilisationer, preventivmedel och populationsmål. Riktlinjer för senare äktenskap infördes. Kampanjens fokus var ”senare, längre, färre”, med ett ideal på två barn och en gräns på tre.
Deng Xiaopings regim, vilken kom till makten 1978, etablerade Kinas ettbarnspolitik. Gränsen sänktes till ett barn per par och officiella födelsetillstånd krävdes. Förbrytelser mot politiken bestraffades med hårda sanktioner, till exempel böter, påtryckning om abort, medan de som följde reglerna belönades finansiellt. Notera att ettbarnspolitiken infördes som en temporär lösning på ett akut problem, fast den blev omdiskuterad såväl utomlands som inom de egna gränserna.

## Resultat
Ettbarnspolitiken hade viss framgång i städerna, där det var enkelt för staten att utöva kontroll, men policyn var svårare att genomföra på landsbygden, där man inte åtnjöt samma välfärdssystem som i städerna. Fler barn var för många familjer den enda garantin för att klara sig på ålderns höst och för att få arbetskraft på gårdarna. Ettbarnspolitiken kunde skilja sig mellan provinser, städer och landsbygd. Medborgare som var registrerade i landsbygdsområden fick ofta lov att ha två barn, dock under vissa förutsättningar. De viktigaste av dessa var om det första barnet var en flicka eller om barnet hade en funktionsnedsättning. Det främsta skälet till att ettbarnspolitiken inte upprätthölls i alla delar av landet var att den stötte på alltför stort motstånd.
Det råder delade meningar om ifall policyn varit en framgång eller ej. Vissa hävdar att policyn är en flopp. Trots att nativiteten faktiskt har minskat, menar dessa kritiker att ettbarnspolitiken inte kan vara orsaken. Fertiliteten sjönk dramatiskt under mitten av 70-talet (från över 2 % ner till ca 1,5 %), men ettbarnspolitiken infördes inte förrän 1979. Sedan introduktionen av ettbarnspolicyn har det inte skett någon betydande minskning av nativiteten (istället en liten ökning under 1980-talet). Den föll aldrig under 2,5 barn per kvinna i glesbygden, men den gick ned till 1,2 i stadsregionerna. På 80-talet hade färre än en femtedel av alla gifta par skrivit under ettbarnscertifikatet (ett kontrakt som gav paren fördelar i ekonomi och utbildning i gengäld mot att inte skaffa fler än ett barn). Under hela 80-talet var nära hälften av alla rapporterade födslar den andra, eller högre i ordningen, födseln.
I det patriarkala Kina skulle i allmänhet en son ha en bättre chans än en dotter att få ett jobb, och ett bättre betalt sådant. Således skulle han ha bättre möjlighet ta hand om sina föräldrar då dessas tid i arbete är över. På landsbygden, där förlossningarna ofta inte sker på sjukhus, kunde föräldrarna låta bli att registrera barnet som fött, och det blev som om barnet inte fanns. Då kan barnet heller inte gå i skolan eller på något sätt vara med i samhället. Påståenden har gjorts att det "saknas" över 500 000 flickor i Kina, vilket bara delvis kan förklaras med att kinesiska par underlåtit att rapportera flickfödslar.
Andra effekter var könsselektiva aborter och övergivna barn. Adoptioner ökade dramatiskt under 80-talet med den sneda könsfördelningen 127-136 pojkar per 100 flickor. Den obalanserade könsfördelningen antyder att kinesiska flickor får mindre uppmärksamhet och resurser än pojkar och denna könsdiskriminering drabbar flickor och kvinnor mest i de fattigare områdena.
Som ett resultat av den minskade nativiteten har Kinas befolkning som helhet åldrats fortare än någon annan i historien. Detta kommer att orsaka problem för samhällsstrukturen och ekonomin.